# Not About Love
Not About Love è un singolo della cantautrice statunitense Fiona Apple, pubblicato nel 2006 ed estratto dal suo terzo album Extraordinary Machine.

## Tracce
- Download digitale

1. Not About Love – 4:21

## Crediti
- Fiona Apple – piano, voce
- Ahmir "Questlove" Thompson – batteria
- Mike Elizondo – moog
- Brian Kehew – chitarra

## Video
Il video del brano è stato diretto e montato da Michael Blieden. Nel video appare, oltre alla cantante, anche l'attore e comico statunitense di origini greche Zach Galifianakis.